# IC 1046
IC 1046 ist eine Spiralgalaxie vom Hubble-Typ Sc im Sternbild Kleiner Bär am Nordsternhimmel, welche schätzungsweise 356 Millionen Lichtjahre von der Milchstraße entfernt ist.
Entdeckt wurde das Objekt am 11. Juli 1888 von Lewis Swift.